# República del Rif
La República Confederal de les Tribus del Rif, més coneguda simplement com a República del Rif (amazic: Tagduda n Arif; àrab: جمهورية الريف, Jumhūriyyat ar-Rīf) fou un efímer estat creat de facto el 18 de setembre de 1921 en bona part del territori del Rif, quan els rifenys es van revoltar contra Espanya i van declarar la seva independència del Protectorat Espanyol al Marroc.
La capital fou Axdir. Va disposar de bitllets propis. El 18 de setembre fou declarat festa nacional (Dia de la Independència). La població era d'uns 150.000 habitants. El cap de l'estat fou Muhammad ibn Abd al-Karim al-Khattabi, conegut universalment com a Abd al-Krim o Abd el-Krim. El govern fou organitzat l'1 de febrer de 1923 amb Abd el-Krim com a Rais ad-Dawla (cap d'estat); el juliol fou nomenat primer ministre Ibn Hajj Hatmi. La república va quedar dissolta per l'acció militar conjunta de les forces espanyoles i franceses el 27 de maig de 1926.

## Història

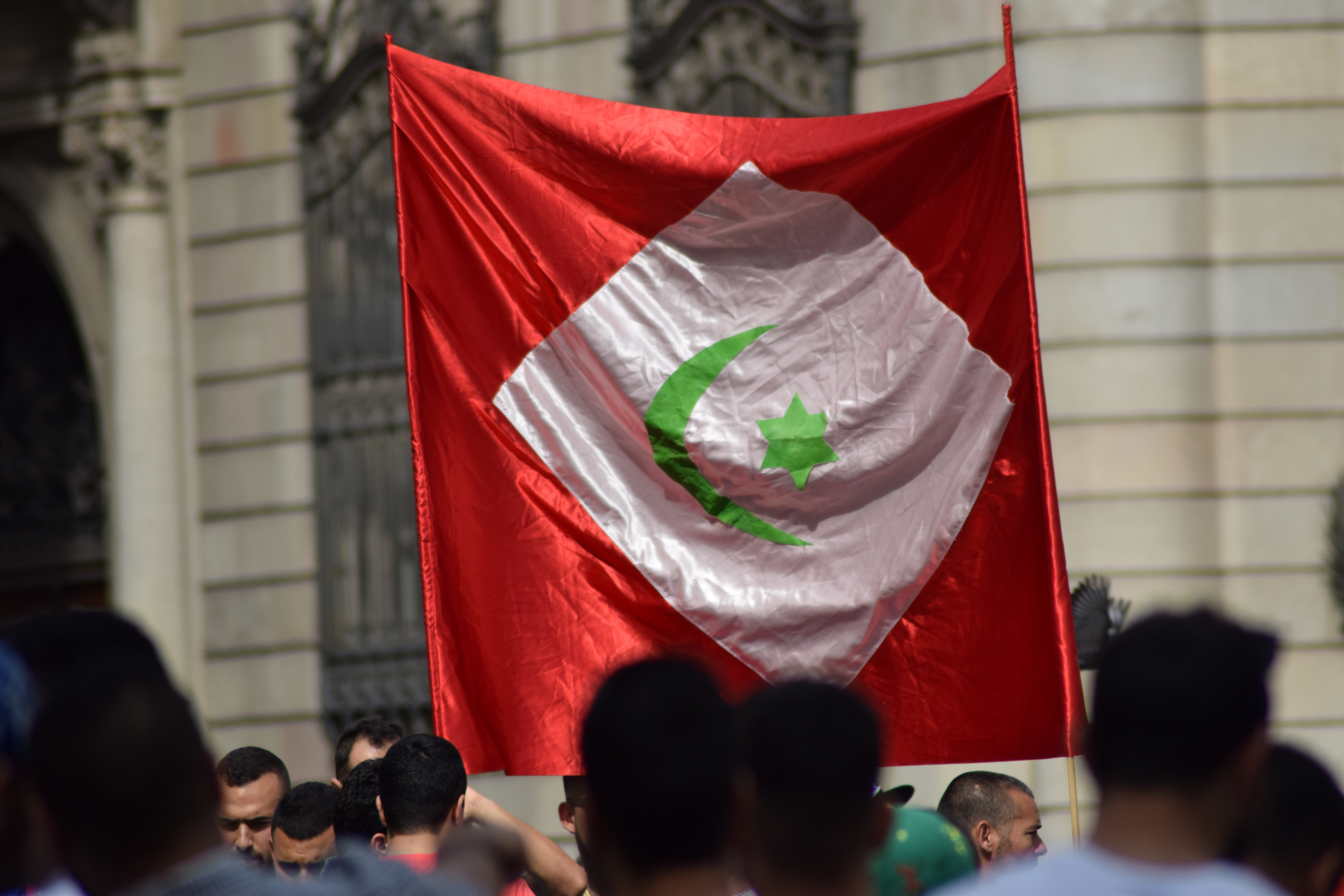
Bandera del Rif en una manifestació a Barcelona el 2017.

Els amazics del Rif no van acceptar de bon grat la presència espanyola i francesa. El 1900 les reformes del soldà Abd al-Aziz van provocar l'oposició dels conservadors i els amazics es van revoltar. Una altra revolta amazic va esclatar a la zona de Fes el 1911. El 1912 es va establir definitivament el protectorat espanyol i el 1915 un universitari i notable de la tribu dels Beniurriagel, Muhammad ibn Abd al-Karim al-Khattabi, conegut com a Abd al-Krim o Abd el-Krim, va ser nomenat jutge (qadi al-qudat) al districte de Melilla. Abd el-Krim simpatitzava amb els nacionalistes egipcis i amb Ataturk, i escrivia al diari El Telegrama del Rif. Per la seva simpatia per Alemanya a la I Guerra Mundial fou empresonat i l'expedient va revelar la seva activitat anticolonial.
Es va escapar junt amb el seu germà (després comandant en cap de l'exèrcit) i va organitzar a les tribus del Rif creant un exèrcit segons el model europeu. La derrota espanyola a la batalla d'Annual (22 de juliol de 1921), coneguda com a "desastre d'Annual", li va deixar el domini de quasi tot el Rif. La bandera utilitzada en aquesta moment era vermella amb un cantó quadrat blanc i una mitja lluna probablement verda, segons Lux-Wurm. El 18 de setembre de 1921 es va proclamar la República del Rif i es va establir la nova bandera.
Al cap d'un temps, Abd el-Krim va començar a fustigar als francesos al sud dels seus dominis. L'abril de 1925 va atacar Fes i Taza. L'estiu de 1925 francesos i espanyols es van reunir a Madrid i van crear una força conjunta. Un exèrcit espanyol dirigit pel general Sanjurjo va desembarcar a Al-Hoceima, a prop d'Ajdir, la capital de la República, mentre París va enviar cent mil soldats dirigits pel general Philippe Pétain. Es van utilitzar bombardejos químics massius especialment per l'exèrcit espanyol.
Abd al-Krim va resistir vigorosament però es va haver de rendir a Imzouren el 27 de maig de 1926; el 30 de maig, en una carta al general Boichut, demanada la protecció francesa per a ell i la seva família a canvi d'alliberar als presoners francesos. Fou portat a Fes el 4 de juny i enviat després a l'exili a l'illa de la Reunió. Alguns grups guerrillers rifenys van continuar actius fins al 1927.